# Mohammed Arkoun
Mohammed Arkoun (Taourirt-Mimoun, 1º febbraio 1928 – Parigi, 14 settembre 2010) è stato un islamista e filosofo berbero con cittadinanza algerina.
È stato uno dei più qualificati studiosi dell'Islam. In oltre 30 anni di carriera di ricerca, è stato un intelligente critico delle tensioni legate ai processi di modernizzazione del mondo islamico, oltre che un coraggioso intellettuale, teso a sostenere e a difendere il riformismo e l'umanesimo islamico.

## Biografia

### Carriera accademica

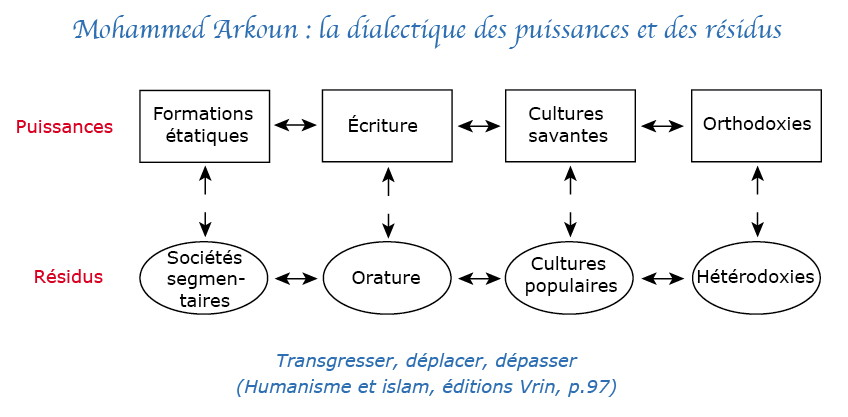
La dialectique des puissances et des résidus (dialettica dei poteri e dei residui) secondo Mohammed Arkoun

Nato a Taourirt-Mimoun, Cabilia, Algeria, nel 1928, ha studiato alla Facoltà di Lettere dell'Università di Algeri ed all'università della Sorbona a Parigi (agrégé in Lingua e Letteratura araba nel 1956 e Ph.D. nel 1968).
La sua fama accademica gli viene dagli studi che condusse sullo storico e filosofo Miskawayh. Quando giunse ad interrogarsi su come si potesse ripensare l'Islam nel mondo contemporaneo, il suo approccio equilibrato consentì di affrontare la questione, proponendo un'alternativa intelligente alle interpretazioni troppo ideologizzate che dominavano il dibattito, tanto nel mondo islamico quanto nell'Occidente non musulmano.
Come direttore della rivista, edita a Parigi, di Arabica ha mantenuto l'elevato standard scientifico della testata, ampliando i suoi ambiti d'indagine e svolgendo un apprezzabile ruolo nel formare gli studiosi dell'Islam in lingue occidentali. È autore di numerosi volumi in francese, inglese e arabo, tra cui, di recente: Rethinking Islam ("Ripensare l'islam", Boulder, Colorado, 1994), L'immigration: défis et richesses ("L'immigrazione: sfide e ricchezze", Parigi, 1998) e The Unthought in Contemporary Islamic Thought ("L'impensato nel pensiero islamico contemporaneo", Londra, 2002). I suoi studi più brevi sono stati pubblicati su molte riviste accademiche e le sue opere sono state tradotte in numerose lingue (si veda più avanti).
Nel luglio del 1996 è stato decorato dallo Francia con la Legion d'onore. Nel 2001 gli è stato chiesto di tenere le Gifford Lectures, che consentono agli studiosi di valore di dare il loro contributo al progresso del pensiero teologico e filosofico, e gli venne anche conferito il 17º Giorgio Levi Della Vida Award per il contributo da lui dato agli studi islamici nel corso di tutta la sua carriera.
Mohammed Arkoun ha insegnato all'università di Lyon II (1969-1972), e poi, come Professore Ordinario, a Paris VIII, Paris III (Sorbona) e alla Sorbonne Nouvelle (1972-1992). È stato membro del Wissenschaftkolleg di Berlino (1986-1987 e 1990) e dell'Institute for Advanced Studies di Princeton, New Jersey, U.S.A (1992-1993), "visiting professor" all'University of California, Los Angeles (1969), alla Princeton University (1985), alla Temple University, all'Università di Louvain-la-Neuve, Belgio,(1977-1979), al Pontificio Istituto di Studi Arabi di Roma e all'Università di Amsterdam (1991-1993). Fa inoltre parte della commissione giudicatrice del Premio Aga Khan per l'Architettura.
Fu Professore Emerito alla Sorbona, oltre che directeur des récherche e membro del Consiglio di Amministrazione dell'Institut for Ismaili Studies di Londra.

### La morte
Il 14 settembre 2010 all'età di 82 anni Mohammed Arkoun è morto a Parigi a causa di un cancro al fegato.

## Pubblicazioni

### In inglese
1. Arab Thought, ed. S.Chand, Nuova Delhi 1988;
2. Rethinking Islam : Common questions, Uncommon answers, today, Westview Press, Boulder 1994.
3. The concept of Revelation: from Ahl al-Kitâb to the Societies of the Book-book, Claremont Graduate School, Claremont, California 1988;
4. The Unthought in Contemporary Islamic Thought, Londra 2002.

### In arabo
1. Al-Fikr al-ʿarabī, éd. ʿUwaydat, Beirut 1979;
2. Al-Islām: asāla wa mumārasa, Beirut 1986;
3. Taʾrīkhiyyāt al-fikr al-ʿarabī al-islāmī, éd. Markaz al-inmāʾ al-qawmī, Beirut 1986;
4. Al-Fikr al-islāmī: qirāʾa ʿilmiyya, Beirut 1987;
5. Al-Islām: al-akhlāq wa l-siyāsa, Beirut 1988;
6. Al-Islām: naqd wa ijtihād, éd. Dār al-Sāqī, Londra 1990;
7. Al-'almana wa l-dīn, Dār al-Sāqī, Londra 1990;
8. Min al-ijtihād ilā naqd al-ʿaql al-islāmī, Dār al-Sāqī, Londra 1991;
9. Min faysal al-tafrīqa ilā fasl al-maqāl: ayna huwa l-fikr al-islāmī al-muʿāṣir, Dār al-Sāqī, Londra 1993;
10. Al-Islām, Urūbā wa l-Gharb: rihānāt al-maʿnā wa irādāt al-haymāna, Dār al-Sāqī, Londra 1995;
11. Nazʿat al-insān fī l-fikr al-ʿarabī, Dār al-Sāqī, Londra 1997;
12. Qadāyā fī naqd al-fikr al-dīnī, Dār al-Talīʿa, Beirut 1998;
13. Al-Fikr al-uṣūlī wa l-istihālat al-taʾsīl, Dâr al-Sâqî, Londra 1999.
14. Maʿārik min ajli l-insān fī l-siyāqāt al-islāmiyya, Dār al-sāqī, Londra 2001.
15. Min al-tafsīr al-mawrūth ilā tahlīl al-khitāb al-dīnī, Dār al-Talīʿa, Beirut 2001.

### In francese
1. Deux Epîtres de Miskawayh, édition critique, B.E.O, Damasco 1961;
2. Aspects de la pensée islamique classique, IPN, Parigi 1963;
3. Traité d'Ethique, Trad., introd., notes du Tahdhīb al-akhlāq de Miskawayh, Parigi 1969;
4. Essais sur la pensée islamique, 1e éd. Maisonneuve & Larose, Parigi 1973;
5. La Pensée arabe, 1e éd. P.U.F., Parigi 1975;
6. L'humanisme arabe , J.Vrin, Parigi 1982;
7. L'islam, religion et société, éd. Cerf, Parigi 1982;
8. Lectures du Coran, 1e éd. Parigi 1982 (2e Aleef, Tunisi 1991);
9. L'islam, hier, demain, 2e éd. Buchet-Chastel, Parigi 1984;
10. Pour une critique de la Raison islamique, Parigi 1984;
11. L'islam, morale et politique, UNESCO-Desclée Parigi 1986;
12. Religion et laïcité: Une approche laïque de l'islam, L'Arbrelle, Centre Thomas More, Parigi 1989;
13. Ouvertures sur l'islam, 1e éd. J. Grancher, Parigi 1989;
14. L´Islam et les musulmans dans le monde, Parigi 1993;
15. Penser l'islam aujourd'hui, Algeri 1993;
16. L'islam. Approche critique, Club du livre, Parigi 2002;
17. Combats pour l'Humanisme en contextes islamiques, Parigi 2002;
18. De Manhattan à Bagdad: Au-delà du Bien et du Mal, Parigi 2003;
19. Humanisme et Islam : Combats et propositions, Parigi 2005;
20. ABC de l'islam, Parigi 2007;
21. La question éthique et juridique dans la pensée islamique, Parigi 2010;
22. La Construction humaine de l'islam, Parigi 2012;
23. Quand l’islam s’éveillera, Parigi 2018.

### In olandese
1. Islam in Discussie, 24 vragen over de islam, éd. Uitgeverij Contact, Amsterdam 1993;
2. Islam & De Democratie; Een ontmoeting, en collaboration avec Frits Bolkestein, Uitgeverij Contact, Amsterdam 1994.
3. Diversi articoli e interviste su riviste olandesi.

### In indonesiano
1. Nalar islami dan nalar modern: Berbagai Tantangan dan jalan Baru, trans. Johan H. Meuleman, INIS, Jakarta 1994.
2. Berbagai Pembacaan Quran, trans. Johan H. Meuleman, INIS, Jakarta 1997, 256 p.

### In italiano
1. M. Arkoun-M. Bormanns, Islam, religione e società, Eri-Rai, 1980, 158 p.
2. Mohammed Arkoun... [et al.], La passione del conoscere (a cura di Lorena Preta), Laterza, 1993, 191 p.
3. Mohammed Arkoun, La filosofia araba, Xenia, Milano 1995, 128 p.
4. Cultura araba e società multietnica : per una integrazione interculturale (scritti di Mohammed Arkoun, Ugo Fabietti, Andrea Giordano [et al.]) a cura di Laura Operti, Torino, Bollati Boringhieri, 1999, 224 p.
5. M. Arkoun-J. Cesari-A. Jabbar-M. Kilani-A. Rivera, L'inquietudine dell'Islam. Fra tradizione, modernità e globalizzazione, a cura di Annamaria Rivera, Bari, Dedalo, 2002
6. Il Libro sacro: letture e interpretazioni ebraiche, cristiane e musulmane, (Saggi di C. M. Martini, M. Arkoun, H. H. Baharier, A. Chouraqui, R. De Monticelli, J. Halpérin, T. Ramadan) Milano, Bruno Mondadori, 2002.